# Mennetou-sur-Cher
Mennetou-sur-Cher és un municipi francès, situat al departament del Loir i Cher i a la regió de Centre – Vall del Loira. L'any 2007 tenia 877 habitants.

## Demografia

### Població
El 2007 la població de fet de Mennetou-sur-Cher era de 877 persones. Hi havia 412 famílies, de les quals 152 eren unipersonals (72 homes vivint sols i 80 dones vivint soles), 144 parelles sense fills, 80 parelles amb fills i 36 famílies monoparentals amb fills.
La població ha evolucionat segons el següent gràfic:
Habitants censats

### Habitatges
El 2007 hi havia 557 habitatges, 428 eren l'habitatge principal de la família, 95 eren segones residències i 33 estaven desocupats. 511 eren cases i 41 eren apartaments. Dels 428 habitatges principals, 320 estaven ocupats pels seus propietaris, 96 estaven llogats i ocupats pels llogaters i 12 estaven cedits a títol gratuït; 4 tenien una cambra, 21 en tenien dues, 103 en tenien tres, 129 en tenien quatre i 171 en tenien cinc o més. 280 habitatges disposaven pel capbaix d'una plaça de pàrquing. A 221 habitatges hi havia un automòbil i a 151 n'hi havia dos o més.

### Piràmide de població
La piràmide de població per edats i sexe el 2009 era:
| Homes | Edats   | Dones |
| ----- | ------- | ----- |
| 0     | 95 o +  | 0     |
| 0     | 90 a 94 | 16    |
| 0     | 85 a 89 | 4     |
| 8     | 80 a 84 | 24    |
| 24    | 75 a 79 | 20    |
| 44    | 70 a 74 | 56    |
| 40    | 65 a 69 | 36    |
| 16    | 60 a 64 | 44    |
| 8     | 55 a 59 | 8     |
| 16    | 50 a 54 | 16    |
| 8     | 45 a 49 | 20    |
| 36    | 40 a 44 | 16    |
| 36    | 35 a 39 | 28    |
| 48    | 30 a 34 | 40    |
| 28    | 25 a 29 | 36    |
| 12    | 20 a 24 | 12    |
| 20    | 15 a 19 | 24    |
| 12    | 10 a 14 | 16    |
| 32    | 5 a 9   | 24    |
| 20    | 0 a 4   | 24    |

## Economia
El 2007 la població en edat de treballar era de 489 persones, 354 eren actives i 135 eren inactives. De les 354 persones actives 317 estaven ocupades (170 homes i 147 dones) i 37 estaven aturades (13 homes i 24 dones). De les 135 persones inactives 68 estaven jubilades, 26 estaven estudiant i 41 estaven classificades com a «altres inactius».

### Ingressos
El 2009 a Mennetou-sur-Cher hi havia 429 unitats fiscals que integraven 900 persones, la mediana anual d'ingressos fiscals per persona era de 17.338 €.

### Activitats econòmiques
Dels 58 establiments que hi havia el 2007, 3 eren d'empreses extractives, 2 d'empreses alimentàries, 2 d'empreses de fabricació d'altres productes industrials, 8 d'empreses de construcció, 17 d'empreses de comerç i reparació d'automòbils, 2 d'empreses de transport, 5 d'empreses d'hostatgeria i restauració, 2 d'empreses financeres, 2 d'empreses immobiliàries, 2 d'empreses de serveis, 10 d'entitats de l'administració pública i 3 d'empreses classificades com a «altres activitats de serveis».
Dels 17 establiments de servei als particulars que hi havia el 2009, 1 era una gendarmeria, 1 oficina de correu, 1 una oficina bancària, 2 tallers de reparació d'automòbils i de material agrícola, 1 paleta, 1 guixaire pintor, 1 fusteria, 4 lampisteries, 2 perruqueries, 2 restaurants i 1 agència immobiliària.
Dels 8 establiments comercials que hi havia el 2009, 1 era un supermercat, 1 una botiga de menys de 120 m², 2 carnisseries, 1 una botiga de material de revestiment de parets i terra i 3 floristeries.
L'any 2000 a Mennetou-sur-Cher hi havia 6 explotacions agrícoles que ocupaven un total de 612 hectàrees.

## Equipaments sanitaris i escolars
El 2009 hi havia 1 farmàcia i 1 ambulància.
El 2009 hi havia una escola elemental integrada dins d'un grup escolar amb les comunes properes formant una escola dispersa.

## Poblacions més properes
El següent diagrama mostra les poblacions més properes.